# L'Impromptu de Madrid
L'Impromptu de Madrid est un roman de Marc Lambron publié en 1988 aux éditions Flammarion et ayant reçu le Prix des Deux Magots l'année suivante.

## Éditions
- L'Impromptu de Madrid, éditions Flammarion, 1988  (ISBN 2-08-066180-9).